# 埃那美宁
埃那美宁（英語： 或译为象牙烯宁、象牙洪達木烯寧、象牙仔榄树宁碱）是一种含氮生物碱，分子式C19H22N2，可作为抗膽鹼劑。